# Атлантико
Атла́нтико (ісп. Atlántico) — департамент на півночі Колумбії.
Площа — 3319 км².
Населення — 2,2 млн осіб (2005; 958 тис. в 1973).
Адміністративний і головний промисловий центр — місто Барранкілья.

## Природа

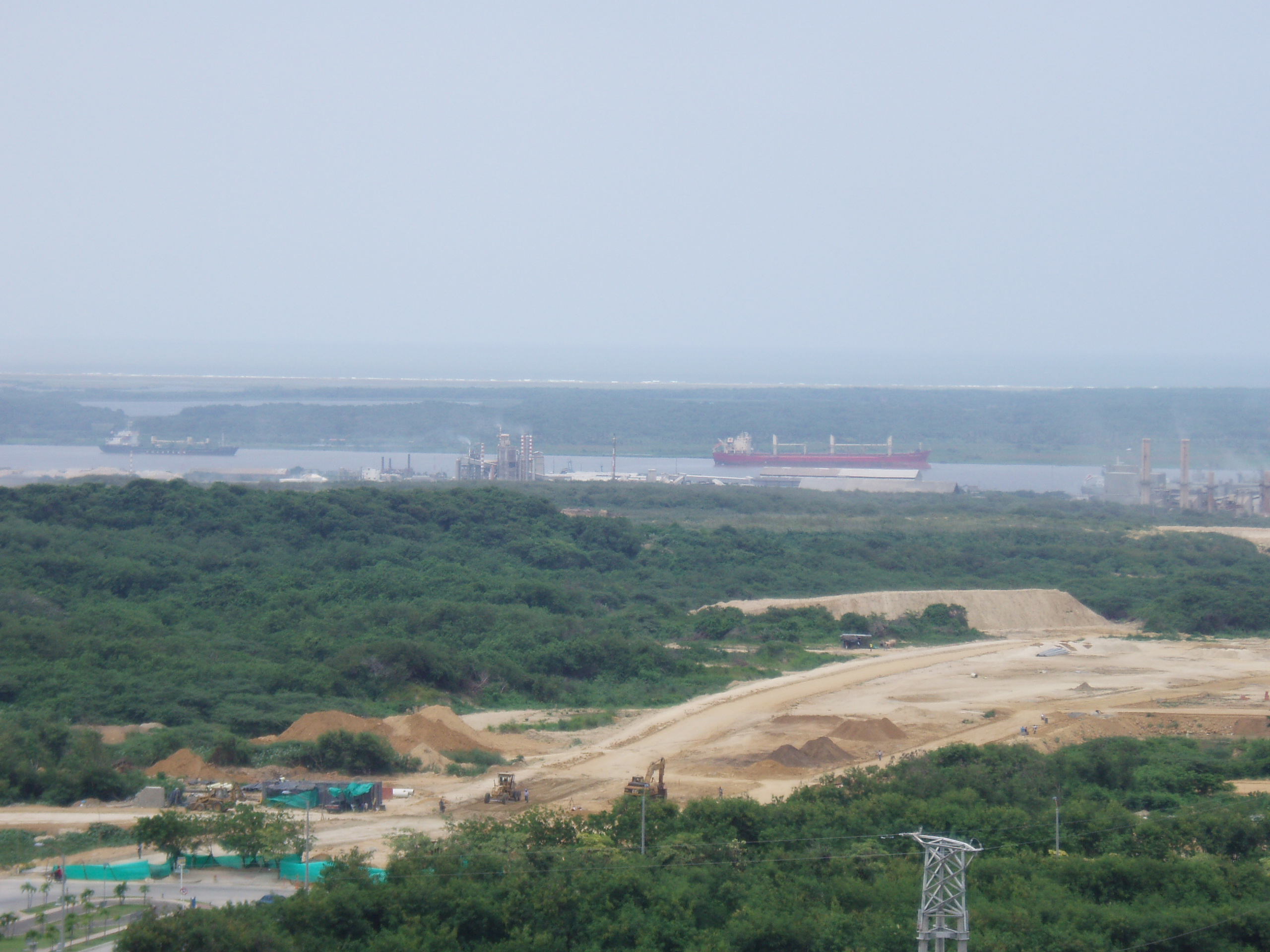
Порт на річці Маґдалена

Рельєф рівнинний — департамент розташований на Прикарибській низовині.
Клімат субекваторіальний, спекотний та сухий. Пересічні температури 27-29 °C. Опадів 500 мм за рік.
Ксерофітні чагарники та ліси.

## Економіка
Серед галузей промисловості розвинені харчова, хімічна, текстильна, 
шкіряна, виробництво паперу та картону.
Вирощують бавовник, юку та кукурудзу. 45% 
території департаменту займають пасовиська. Розвинені скотарство, 
конярство, свинарство, вівчарство, розводять [[мул 
(тварина)|мулів]]. Поширене рибальство.
Головна транспортна артерія — річка Маґдалена. 
Протяжність автошляхів — 400 км.